# 2006年亚洲运动会乒乓球比赛
2006年亚洲运动会乒乓球比赛是2006年亚洲运动会的比赛项目，于11月29日至12月7日在卡塔尔多哈举行。

## 赛程
| P | 预赛 | ¼ | 四分之一决赛 | ½ | 半决赛 | F | 决赛 |

| 项目↓/日期→ | 11月29日 | 11月30日 | 11月30日 | 12月1日 | 12月2日 | 12月3日 | 12月4日 | 12月5日 | 12月5日 | 12月6日 | 12月6日 | 12月7日 |
| ----------- | -------- | -------- | -------- | ------- | ------- | ------- | ------- | ------- | ------- | ------- | ------- | ------- |
| 男子单打    |          |          |          |         | P       |         | P       | P       | ¼       | ½       | ½       | F       |
| 男子双打    |          |          |          |         |         |         | P       | ¼       | ¼       | ½       | F       |         |
| 男子团体    | P        | P        | ¼        |         | ½       | F       |         |         |         |         |         |         |
| 女子单打    |          |          |          |         | P       |         | P       | P       | ¼       | ½       | ½       | F       |
| 女子双打    |          |          |          |         |         |         | P       | ¼       | ¼       | ½       | F       |         |
| 女子团体    | P        | P        | ¼        |         | ½       | F       |         |         |         |         |         |         |
| 混合双打    |          |          |          |         |         | P       | P       | ¼       | ¼       | ½       | ½       | F       |

## 赛果
| 项目     | 金牌                                             | 银牌                                                             | 铜牌                                                                  |
| 男子单打 | 王皓 · 中国（CHN）                               | 马琳 · 中国（CHN）                                               | 李静 · 中国香港（HKG）                                                |
| 男子单打 | 王皓 · 中国（CHN）                               | 马琳 · 中国（CHN）                                               | 柳承敏 · 韩国（KOR）                                                  |
| 男子双打 | 中国香港（HKG） · 高禮澤 · 李静                  | 中国（CHN） · 陈玘 · 马琳                                        | 中华台北（TPE） · 蔣澎龍 · 莊智淵                                     |
| 男子双打 | 中国香港（HKG） · 高禮澤 · 李静                  | 中国（CHN） · 陈玘 · 马琳                                        | 中国（CHN） · 马龙 · 王皓                                             |
| 男子团体 | 中国（CHN） · 陈玘 · 郝帅 · 马琳 · 马龙 · 王皓   | 韩国（KOR） · 朱世爀 · Lee Jung-woo · 吳尚垠 · 柳承敏 · 尹在荣   | 中华台北（TPE） · 張雁書 · 蔣澎龍 · 莊智淵 · 吳志祺 · 周東昱          |
| 男子团体 | 中国（CHN） · 陈玘 · 郝帅 · 马琳 · 马龙 · 王皓   | 韩国（KOR） · 朱世爀 · Lee Jung-woo · 吳尚垠 · 柳承敏 · 尹在荣   | 中国香港（HKG） · 张钰 · 高禮澤 · 梁柱恩 · 李静 · 謝嘉俊              |
| 女子单打 | 郭跃 · 中国（CHN）                               | 帖雅娜 · 中国香港（HKG）                                         | 王楠 · 中国（CHN）                                                    |
| 女子单打 | 郭跃 · 中国（CHN）                               | 帖雅娜 · 中国香港（HKG）                                         | 李佳薇 · 新加坡（SGP）                                                |
| 女子双打 | 中国（CHN） · 郭跃 · 李晓霞                      | 中国香港（HKG） · 帖雅娜 · 张瑞                                  | 中华台北（TPE） · 黃怡樺 · 陸雲鳳                                     |
| 女子双打 | 中国（CHN） · 郭跃 · 李晓霞                      | 中国香港（HKG） · 帖雅娜 · 张瑞                                  | 中国（CHN） · 陈晴 · 王楠                                             |
| 女子团体 | 中国（CHN） · 陈晴 · 郭焱 · 郭跃 · 李晓霞 · 王楠 | 新加坡（SGP） · 李佳薇 · 孙蓓蓓 · 陈佩芬 · Tan Yan Zhen · 张雪玲 | 朝鲜（PRK） · 金仲 · Kim Mi-yong · Ko Un-gyong · Ryom Won-ok          |
| 女子团体 | 中国（CHN） · 陈晴 · 郭焱 · 郭跃 · 李晓霞 · 王楠 | 新加坡（SGP） · 李佳薇 · 孙蓓蓓 · 陈佩芬 · Tan Yan Zhen · 张雪玲 | 韩国（KOR） · 金暻娥 · 郭芳芳 · Lee Eun-hee · Moon Hyun-jung · 朴美英 |
| 混合双打 | 中国（CHN） · 马琳 · 王楠                        | 韩国（KOR） · Lee Jung-woo · Lee Eun-hee                         | 韩国（KOR） · 朱世爀 · 金暻娥                                         |
| 混合双打 | 中国（CHN） · 马琳 · 王楠                        | 韩国（KOR） · Lee Jung-woo · Lee Eun-hee                         | 新加坡（SGP） · 杨子 · 李佳薇                                         |

## 奖牌榜
| 排名                | 代表團              | 金牌 | 銀牌 | 銅牌 | 总计 |
| ------------------- | ------------------- | ---- | ---- | ---- | ---- |
| 1                   | 中国（CHN）         | 6    | 2    | 3    | 11   |
| 2                   | 中国香港（HKG）     | 1    | 2    | 2    | 5    |
| 3                   | 韩国（KOR）         | 0    | 2    | 3    | 5    |
| 4                   | 新加坡（SGP）       | 0    | 1    | 2    | 3    |
| 5                   | 中华台北（TPE）     | 0    | 0    | 3    | 3    |
| 6                   | 朝鲜（PRK）         | 0    | 0    | 1    | 1    |
| 总计（共6个代表團） | 总计（共6个代表團） | 7    | 7    | 14   | 28   |

## 参赛国家和地区
来自22个国家和地区的144名运动员参加了2006年亚洲运动会乒乓球比赛。
| - 巴林（5） - 中国（10） - 中华台北（7） - 中国香港（10） - 印度（10） - 日本（9） - 科威特（5） - 黎巴嫩（4） - 中国澳门（10） - 蒙古（6） - 朝鲜（7） | - 巴勒斯坦（5） - 菲律宾（2） - （5） - 新加坡（10） - 韩国（10） - 斯里兰卡（4） - （3） - 泰国（4） - （5） - 越南（8） - 也门（5） |